# Eiji Ōsawa
Pour les articles homonymes, voir Osawa.
Eiji Ōsawa (大澤 映二, Ōsawa Eiji), né le 9 juin 1935 à Toyama au Japon, est un professeur en chimie numérique, connu pour sa prédiction de l'existence du Buckminsterfullerène.